# Stylissa caribica
Stylissa caribica är en svampdjursart som beskrevs av Marcus Lehnert och van Soest 1998. Stylissa caribica ingår i släktet Stylissa och familjen Dictyonellidae.
Artens utbredningsområde är havet kring Jamaica. Inga underarter finns listade i Catalogue of Life.